# Labhshankar Thakar
Labhshankar Jadavji Thakar, també conegut pels seus pseudònims Lagharo i Vaidya Punarvasu; (Sedla, 14 de gener de 1935 - Ahmadabad, 6 de gener de 2016) va ser un poeta gujarati, dramaturg i escriptor de contes indi. Va ser professor en col·legis abans de començar la pràctica de l'Ayurveda. Tenia un enfocament modernista en la literatura i va ser fortament influenciat pel Teatre de l'absurd i les tradicions de la Literatura experimental. Ell principalment va escriure obres de teatre i poesia.